# João Ribeiro (pintor português)
João Ribeiro (Lisboa, 12 de Julho de 1955) é um artista plástico e pintor português. 

## Biografia
Licenciado em pintura pela Escola Superior de Belas-Artes de Lisboa, João Ribeiro, que também assina as suas obras como João G. Ribeiro, começou a expor coletivamente em 1984, nomeadamente na II Bienal de Lagos e na IV Bienal de Vila Nova de Cerveira, realizando a sua primeira exposição individual significativa, intitulada Nirvana Urbana, na Galeria de S. Bento, Lisboa, em 1987.

## Obra e Análise Crítica
A obra de João Ribeiro insere-se essencialmente numa pintura de caráter neofigurativo, embora tenha atravessado uma breve fase de pintura abstrata, durante o final da década de 1980, parcialmente retomada a partir de 2023.
Através da sua extensa produção no domínio do figurativo, o artista revela uma multímoda reflexão sobre questões da sociedade, da identidade individual e coletiva, da política, da história e sobre diversos outros temas, como António Joel referiu - " desde as suas naus com figuras jacentes, até às recentes obras sobre a Síria, a múltipla criação de João Ribeiro abordou na pintura e na gravura, muitas vezes com mordacidade e ironia, muitas outras com dramática preocupação e inquieta crítica, aspectos tão diferenciados como a história de Portugal e a identidade portuguesa, o circo e as figuras amestradas, os valores dos solutos alquímicos na actualidade, o défice, as questões kafkianas, a problemática da Palestina ou a santidade da água." 
A propósito da exposição O Paraíso Improvável, realizada em 2003, onde se exibiu pela primeira vez a obra Os incríveis irmãos ele, ele e ele (2002/2003), que seria instalada no ano seguinte no Tribunal de Seia, observou Nuno Rebocho sobre a pintura deste artista - " A pintura de João Ribeiro diz-se de si mesma. Porque é diferente, "ofende" a normalidade e provoca o sobressalto dos discursos que sempre remetem a "pecados originais". E Ribeiro pouco interessado se mostra em responder à pergunta "quem me pôs aqui?" Com recurso à imagem e à cor, ao ritmo e ao espaço, ele interroga-se: "porque estou aqui?". E daí parte." 
Na mesma ocasião, referindo-se a uma fase pictórica anterior, Nuno Rebocho sublinhou também a importância da cor na sua obra - "A imagem que João Ribeiro capta de ruralidades (bonecos louceiros, animais, romarias, querubins) é um caminho para a cor é um caminho para a cor e conduz ao ritmo que os espaços expressam. Nele, a cor é um princípio e um fim, a essência da pintura. São os matizes. São as vibrações por vezes a-tonais, por vezes guturais, por vezes dissonantes. O que há de de ana-lógico no imagético é parelho ao que de ana-lógico há no cromático. E isto será o diferente, o profundamente diferente, em João Ribeiro: a luta agressivamente apaixonada no tapete da cor." 
Há ainda diversas outras caraterísticas associáveis à sua obra, tal como referido por Nuno Crespo e José Manuel Anes a propósito da exposição O Paraíso Provável, realizada em 2005, os quais preferem destacar certos princípios alquímicos e simbólicos na sua produção pictórica. 
José Manuel Anes interpreta-a do ponto de vista da simbologia maçónica, da alquimia e da antropologia do imaginário, que já Gilbert Durand associara a alguma da produção artística de Lima de Freitas, referindo - "Este belo e invulgar conjunto de trabalhos coloca-se ostensivamente sob o signo da Arte de Hermes. Tal como André Breton, que admirava a Alquimia pela simbólica profunda que a veiculava e dava acesso ao Real, não através de uma concepção intelectual, mas através de uma percepção intuitiva, João Ribeiro sonda os mistérios de uma realidade fantástica, que é a essência da própria Vida, por meio do dinamismo profundo e desconcertante do desenrolar da Opus, a partir do Caos recriado pelos Adeptos no seu Microcosmos." 
Por outro lado, Nuno Crespo foca a sua leitura numa metamorfose dos símbolos - " «O que se altera, alterado fica?» Esta é uma pergunta que o artista João Ribeiro coloca quando confrontado com a matéria da sua criação. As suas pinturas inscrevem-se num horizonte explosivo em que todos os elementos, recolhidos num universo muito próprio, ficam sujeitos a uma metamorfose: símbolos que assumem uma outra dimensão, um outro sentido, uma outra significação." 
Essa outra dimensão assumida pelo artista será, segundo Nuno Crespo, um desdobramento ou desvendar do fragmento, ou da ruína, em alusões irónicas - "Mas tudo isto faz parte de uma estratégia plástica assente sobre a compreensão do fragmento ou da ruína. O pintor assume uma tradição, neste caso a da alquimia, para lhe acrescentar elementos novos e inesperados, para fazer crescer dentro da atmosfera própria desses símbolos novos halos vitais, desta vez não simbólicos, antes irónicos. Esta espécie de perversão de uma certa dimensão oculta depende da relação que a mão estabelece com o visível: as cores, os traços, as formas servem unicamente para dar conta da totalidade de cada fragmento desse universo, agora feito em pedaços e a princípio inacessível." 

## Algumas Exposições Coletivas
• II Bienal de Lagos, 1984.
• IV Bienal de Vila Nova de Cerveira, 1984.
• II Bienal de Chaves, 1985.
• Bienal dos Açores, 1985.
• III Bienal de Lagos, 1986.
• Marca, Madeira, 1987.
• Bienal dos Açores, 1987.
• IV Bienal de Lagos, 1988.
• Diversidades, Sociedade Nacional de Belas Artes, Lisboa, 1996.
• Bienal da Festa do Avante, Amora, 1997.
• Bienal da Festa do Avante, Amora, 2000.
• Do Tempo que não Corre, João Ribeiro, pintura, Vítor Ribeiro, escultura, Cooperativa Árvore, Porto, 2008.
• Skyway, instalação de luz, Torún, Polónia, 2009. 
• Vicente, instalação, Galeria Projeto Travessa da Ermida, Lisboa, 2011.
• Matriz Caldas, Caldas da Rainha, 2012.
• Objet Trouvé, instalação, Galeria Plataforma Revólver, Lisboa,2012.
• Conexões Afro-Ibero Americanas, UCLA / Galeria Perve, Lisboa, 2017.
• WRS, Galeria Perve, Lisboa, 2018.
• Três Gerações - Carlos Barreira, Cristina Valadas, João Ribeiro, Museu de Arte Contemporânea Nadir Afonso, Chaves, 2018.
• Vicente, O Mito em Lisboa, instalação, Palácio Pimenta, Lisboa, 2019.

## Algumas Exposições Individuais
• Nirvana Urbana, Galeria S. Bento, Lisboa, 1987.
• Bapaumestraat, Galeria S. Bento, Lisboa, 1987.
• O Princípio com Orelhas de Burro, Galeria clube 50, Lisboa, 1988.
• Pintura I, Galeria Príncipe Real, Lisboa, 1990.
• Contes Fantastiques, Galerie Fayla, Bruxelas, Bélgica, 1991.
• Pintura III, Galeria Velazquez, Valladolid, Espanha, 1991.
• O Paraíso de Alfredo, Galeria S. Bento, Lisboa, 1993.
• O Paraíso de Alfredo, Parte 2, Galeria Augusto Cabrita, Fórum Cultural do Seixal, 1994.
• O Paraíso de Alfredo, Parte 3, Galeria Santa Clara, Coimbra, 1995.
• A Lua com a Mão Escondida, Galeria Enes, Lisboa, 1998.
• Viagem, Galeria Almada Negreiros, Toronto, Canadá, 1998.
• Viva Portugal, Casa da Cultura, Vila Nova de Famalicão, 1999.
• A Rua com a Mãe Escondida, Galeria Almadarte, Caparica, 2000.
• Pintura, Galeria Y Grego, Lisboa, 2002.
• Nirvana Urbana, Parte II, Galeria MM, Caldas da Rainha, 2002.
• O Paraíso Improvável, Galeria Enes, Lisboa, 2003.
• O Paraíso Provável, Galeria Cubic, Lisboa, 2005.
• O Paraíso Impróprio, Galeria Municipal de Exposições Palácio Quinta da Piedade, Póvoa de Santa Iria, 2006.
• Deuses de Jardim, Biblioteca da Faculdade de Ciências e Tecnologia, Universidade Nova de Lisboa, Campus de Caparica, 2007.
• Oklahoma, Teatro Municipal de Almada, 2009.
• Whispers, Galeria Perve, Lisboa, 2015.
• Cem Olhos, instalação, Câmara Municipal de Óbidos, 2016.
• Mapas Alquímicos, Biblioteca Camões, Câmara Municipal de Lisboa, 2017.
• Um Mundo Provisório às Avessas, Biblioteca Municipal de Chaves, 2020.
• A Santidade da Água, Biblioteca da Faculdade de Ciências e Tecnologia, Universidade Nova de Lisboa, Campus de Caparica, 2022.
• O Vento Esconde-se em Calça-Lobo, Biblioteca Municipal, Câmara Municipal de Gavião, 2023.
• Soluctio, Museu da Água | Estação Elevatória a Vapor dos Barbadinhos, Lisboa, 2025.

## Prémios
• Prémio de Pintura "Espírito Santo Esteves", II Bienal de Chaves, 1985.

## Obras em Instituições e Coleções Públicas
• Biblioteca da FCT/UNL, Campus de Caparica.
• Biblioteca Municipal de Gavião.
• Biblioteca de Santa Maria da Feira.
• Câmara Municipal de Matosinhos.
• Câmara Municipal de Portalegre.
• Câmara Municipal de Reguengos de Monsaraz.
• Câmara Municipal do Seixal.
• Câmara Municipal de Vila Nova de Famalicão.
• Coleção da Caixa Geral de Depósitos.
• Coleção do Banco Comercial Português.
• Coleção dos CTT.
• Ministério da Justiça.
• Museu de Arte Contemporânea Nadir Afonso, Chaves.
• Museu Municipal de Vila Franca de Xira.
• Tribunal da Relação de Seia.

## Obras de João Ribeiro no MACNA
O Museu de Arte Contemporânea Nadir Afonso, em Chaves, integra no seu acervo quatro obras do artista. Três de grandes dimensões, Homem Conversando com Cavalo (2001), com cerca de 181 x 290 cm., Fragmento do Paraíso Provável (2004), tríptico com cerca de 220 x 540 cm., Oklahoma (2009), políptico constituído por cinco painéis com cerca de 200 x 125 cm. cada um, e uma de média dimensão, Soluctio para Warhol (2010), com cerca de 120 x 90 cm. 
Oklahoma constitui-se como uma peça fulcral no universo pictórico de João Ribeiro a grandes dimensões, tendo Mário Caeiro observado, a propósito desta obra, inspirada na inacabada narrativa Amerika, de Franz Kafka, o seguinte - "Mas é certamente uma primeira pintura - e uma pintura de primeira - num processo de combate - o termo é definitivamente kafkiano - contra o que no dispositivo histórico da arte moderna por vezes vai contra o indestrutível - ainda Kafka - que a plasticidade do Pós-modernismo, ou seja a mal-dita Arte Contemporânea apesar de tudo procura tornar presente. Esta é assim (literalmente) uma pintura de presentificação de um momento na carreira de João Ribeiro em que finalmente os fantasmas da mão e do gesto são varridos por uma névoa que, apesar de ácida, gelada, desértica, devolve à sua pintura um sabor a realidade e urgência, nomeadamente política, um travo a identidade e autonomia." 
 

Mais tarde, António Joel pronunciou-se também sobre esta obra, referindo - "Oklahoma traz-nos a redundante dimensão americana do think big, através de cinco painéis que apresentam como figura central um Andy Warhol travestido de Uncle Sam. Curiosa e ironicamente, o mesmo Warhol que terá declarado «buying is more American than thinking»...", afirmações que foram subsequentemente complementadas com a seguinte conclusão - "Assim, se Oklahoma puder ser interpretado como um metafórico mapa estelar, onde algumas estrelas ofuscam todas as outras, que estão lá mas não são visíveis devido ao primeiro plano e ao brilho das maiores, todo o vasto espaço entre as colagens sugere o espaço disponível para os seres vulgares, transformando este políptico numa outra Fanfare for the Common Man [Aaron Copland], numa fanfarra para Karl Rossmann, onde tudo pode acontecer."  

## Autores de Textos sobre a Obra de João Ribeiro
Alexandre Melo, Amadeu Lopes Sabino, Ana Isabel Ribeiro, António Augusto Joel, Baptista-Bastos, Bernardo Pinto de Almeida, Cristina de Azevedo Tavares, Eduardo Paz Barroso, Eurico Gonçalves, Fernando Pamplona, Fernando Pernes, João Pinharanda, Joaquim Saial, José Luís Porfírio, José Manuel Anes, José Moura, Laura Castro, Mário Caeiro, Nuno Crespo, Nuno Rebocho, Rocha de Sousa, Rodrigues Vaz, Sílvia Chicó. 